# Szrotówek kasztanowcowiaczek
Szrotówek kasztanowcowiaczek (Cameraria ohridella) – gatunek owada z rodziny kibitnikowatych (Gracillariidae). Motyl występujący w Europie uważany za gatunek inwazyjny i szkodnika kasztanowców.

## Występowanie
Pierwotne występowanie nie jest znane. Po raz pierwszy zaobserwowano w okolicach jeziora Ochrydzkiego w Macedonii w 1984 roku, skąd rozprzestrzenił się na większość Europy. Występuje na całym obszarze Polski oprócz północno-wschodniej części kraju.
- 1984 – Macedonia
- 1989 – Austria (okolice Linzu)
- 1993 – Czechy, Słowacja, Włochy, Francja
- 1998 – Polska (okolice Wojsławic)
- 2000 – większość krajów Europy
- 2002 – Wielka Brytania, Ukraina

Główną przyczyną jego rozprzestrzeniania się w Europie jest przenoszenie motyli oraz liści z larwami przez transport samochodowy. Stwierdzono, że jako pierwsze zasiedla kasztanowce rosnące przy arteriach ruchu. Z tych drzew przenoszony jest dalej przez ludzi, zwierzęta, wiatr i samochody na inne drzewa.

Mapa występowania szrotówka kasztanowcowiaczka (1984-2007)

Do 2009 r. Cameraria ohridella został zaobserwowany w Albanii, Austrii, Belgii, Białorusi, Bośni i Hercegowinie, Bułgarii, Chorwacji, Czarnogórze, Czechach, Danii, Finlandii, Francji, Grecji, Hiszpanii, Holandii, Irlandii, Kosowie, Liechtensteinie, Luksemburgu, Łotwie, Macedonii, Mołdawii, Niemczech, Polsce, Rosji, Rumunii, Serbii, Słowenii, Szwajcarii, Szwecji, Turcji, Wielkiej Brytanii, Włoszech oraz na Litwie, Słowacji, Ukrainie i Węgrzech.
Szrotówek radzi sobie dobrze w wilgotnych siedliskach, takich jak parki miejskie oraz w gorętszych częściach Europy, np. w Hiszpanii, pod warunkiem, że nie są to tereny położone wysoko nad poziomem morza, a ich aktywność jest zredukowana. Zasięg dystrybucji szrotówka kasztanowcowiaczka zwiększa się w Europie w tempie około 60 km (do nawet 114 km) na rok. 

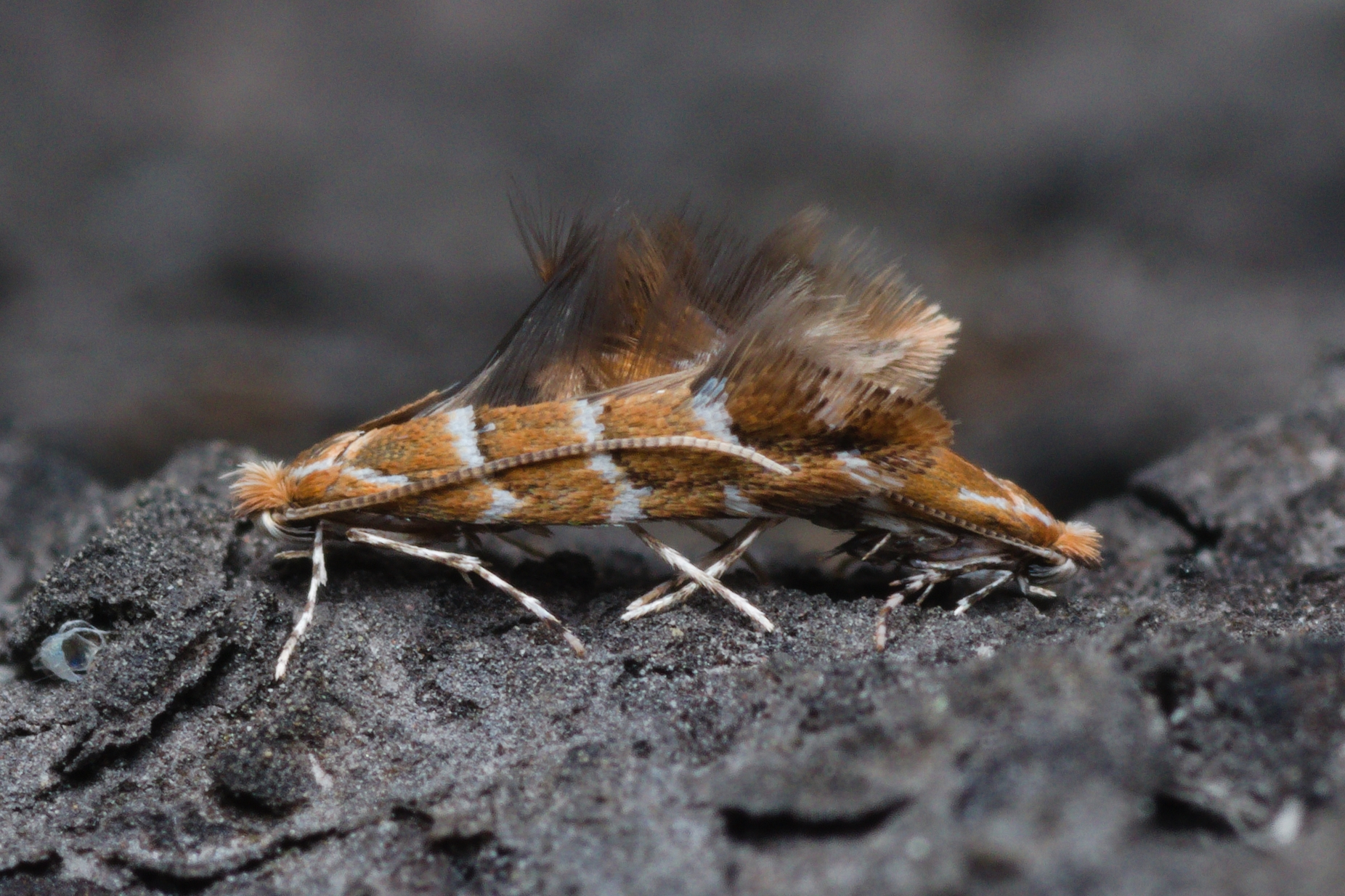
Para podczas kopulacji

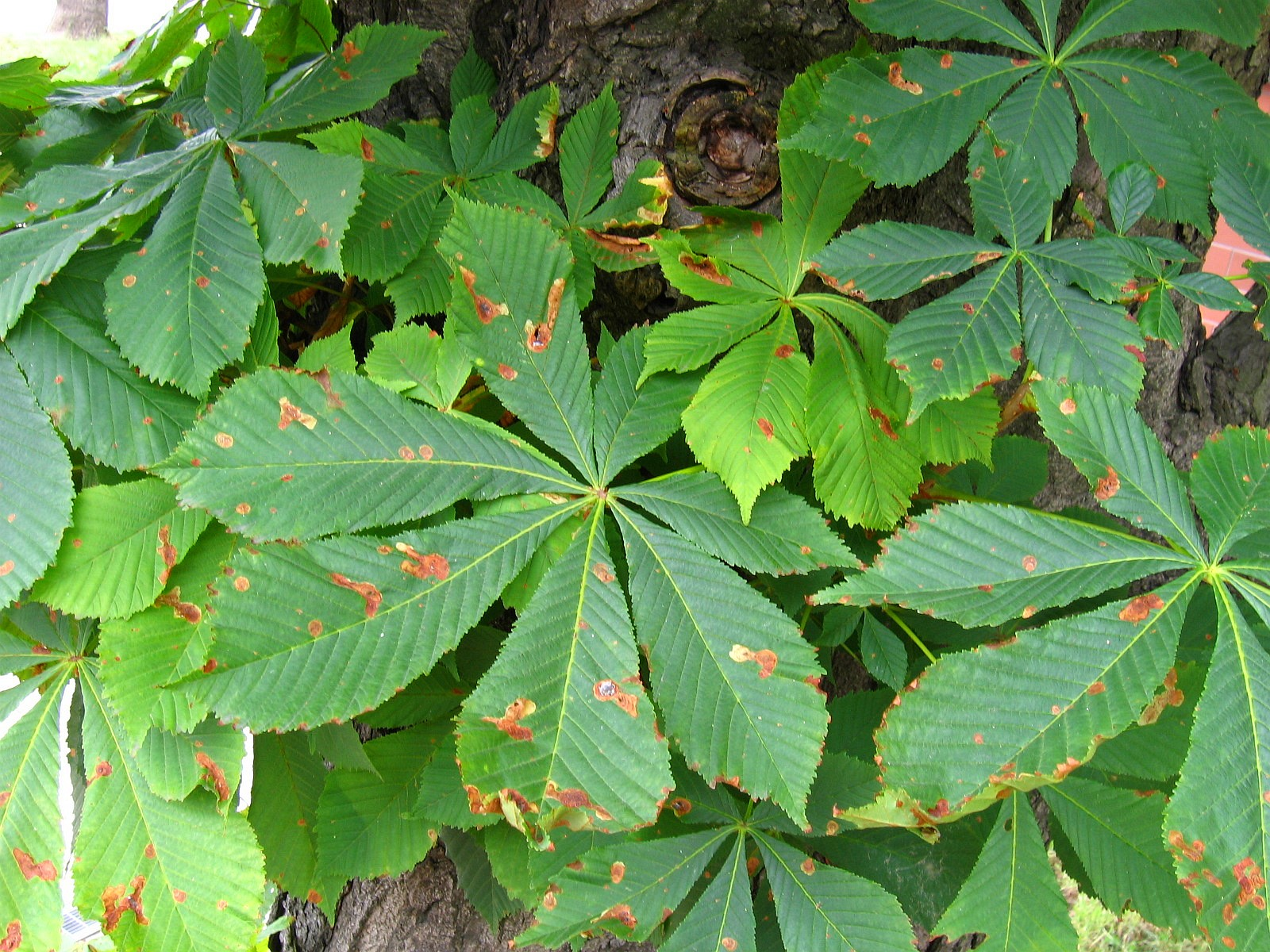
Liście kasztanowca z licznymi minami, lato

## Żerowanie
Szrotówek żeruje na kasztanowcu białym, ale może też żerować na kasztanowcu czerwonym i żółtym. Powoduje zniszczenie aparatu asymilacyjnego i w konsekwencji defoliację.
Rozwija się również na jaworze, klonie pospolitym, na których przechodzi pełny rozwój do postaci doskonałej. Obserwuje się przypadki składania jaj na lipach, jednak na tych drzewach do rozwoju nie dochodzi.

## Charakterystyka

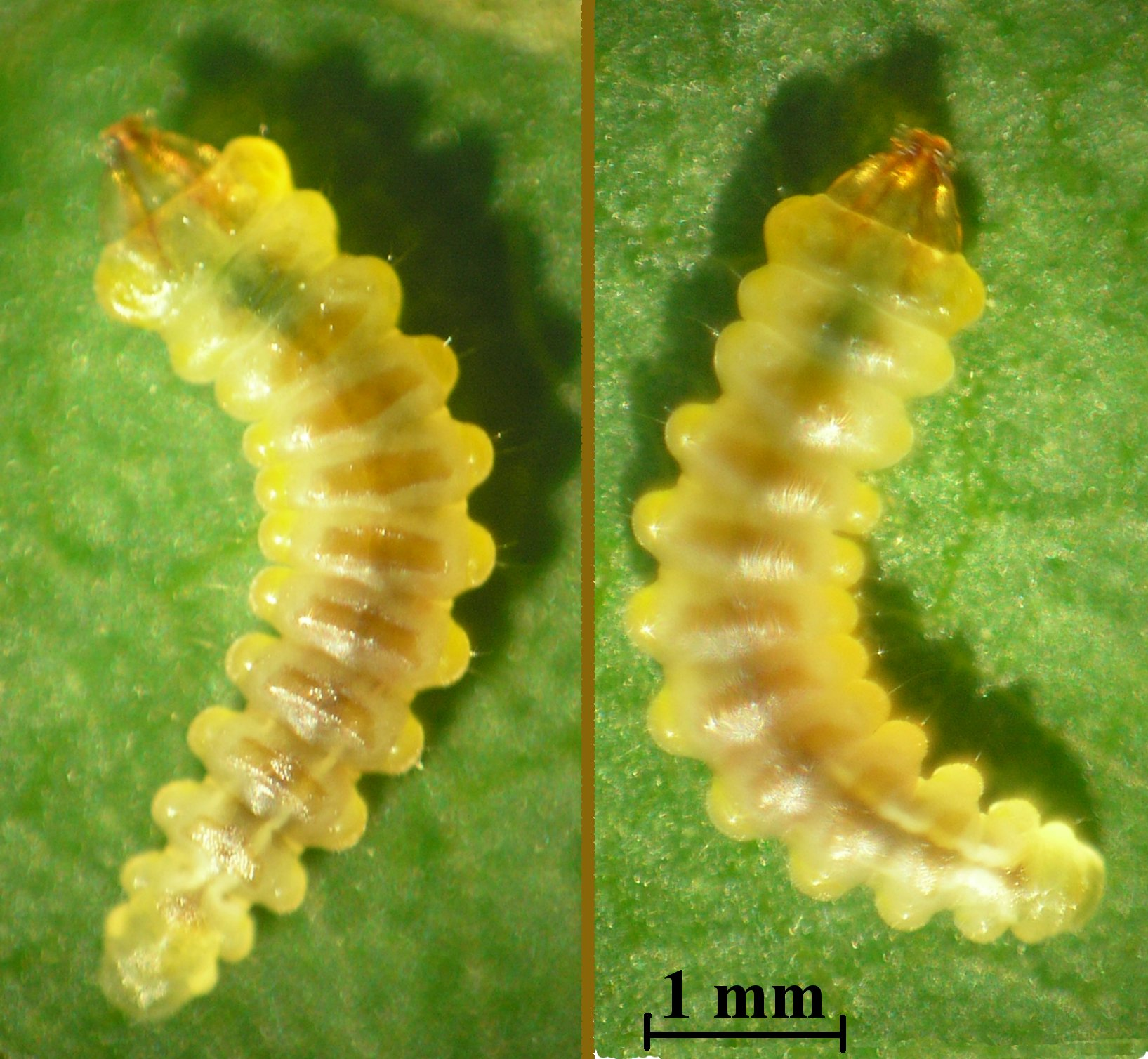
Larwa szrotówka

Poczwarki zimują w opadłych liściach kasztanowców. Wytrzymują nawet temperatury dochodzące do –25 °C. Jaja składane są pojedynczo wzdłuż głównego unerwienia liści. Larwa bezpośrednio dostaje się do liścia, w którym zaczyna żerować tworząc minę. Larwa L1 nie przechodzi pełnej wylinki i ma 0,5 mm długości. Stadia L2-L4 są płaskie, a głowa larw ma klinowaty kształt zakończony aparatem gębowym przechodzą pełną wylinkę. L5 i L6 mają cylindryczny kształt i są zaopatrzone w organy przędne. Tworzą dwa rodzaje kokonów: letnie oraz zimowe diapauzujące. W każdym pokoleniu pozostaje 20–30% poczwarek diapauzujących. Poczwarka jest brązowej barwy, ma długość 3–4 mm, na głowie znajduje się kolec służący do przebicia kokonu i liści. U poczwarek występuje dymorfizm płciowy.  Imago ma 2,8–3,8 mm długości. Rozpiętość przednich skrzydeł o czerwonozłotej barwie z biało-czarnymi paskami osiąga do 10 mm. Tylne skrzydła są barwy szarej. Pełny cykl rozwojowy wynosi 6-9 tygodni. Warunki klimatyczne w Europie pozwalają na rozwój trzech pokoleń w roku, pierwsze pojawia się na początku kwietnia, drugie w połowie czerwca, a trzecie na początku sierpnia.

## Możliwość pomylenia
Martwe plamy na liściach spowodowane żerowaniem larw szrotówka mogą zostać pomylone z objawami porażenia pleśnią Guignardia aesculi. Przyczyna choroby może jednak zostać łatwo określona, ponieważ plamy wywołane infekcją Guignardia aesculi często są otoczone wyraźnym żółtym pierścieniem, który nie występuje w przypadku porażenia przez larwy szrotówka.
Poczwarki mogą zostać pomylone z poczwarkami z rodzaju Phyllonorycter, ale mogą zostać rozróżnione ze względu na to, że poczwarka C. ohridella nie posiada kremasteru, a na pierwszych pięciu sekcjach brzusznych występują włókna usztywniające.

## Zwalczanie i profilaktyka

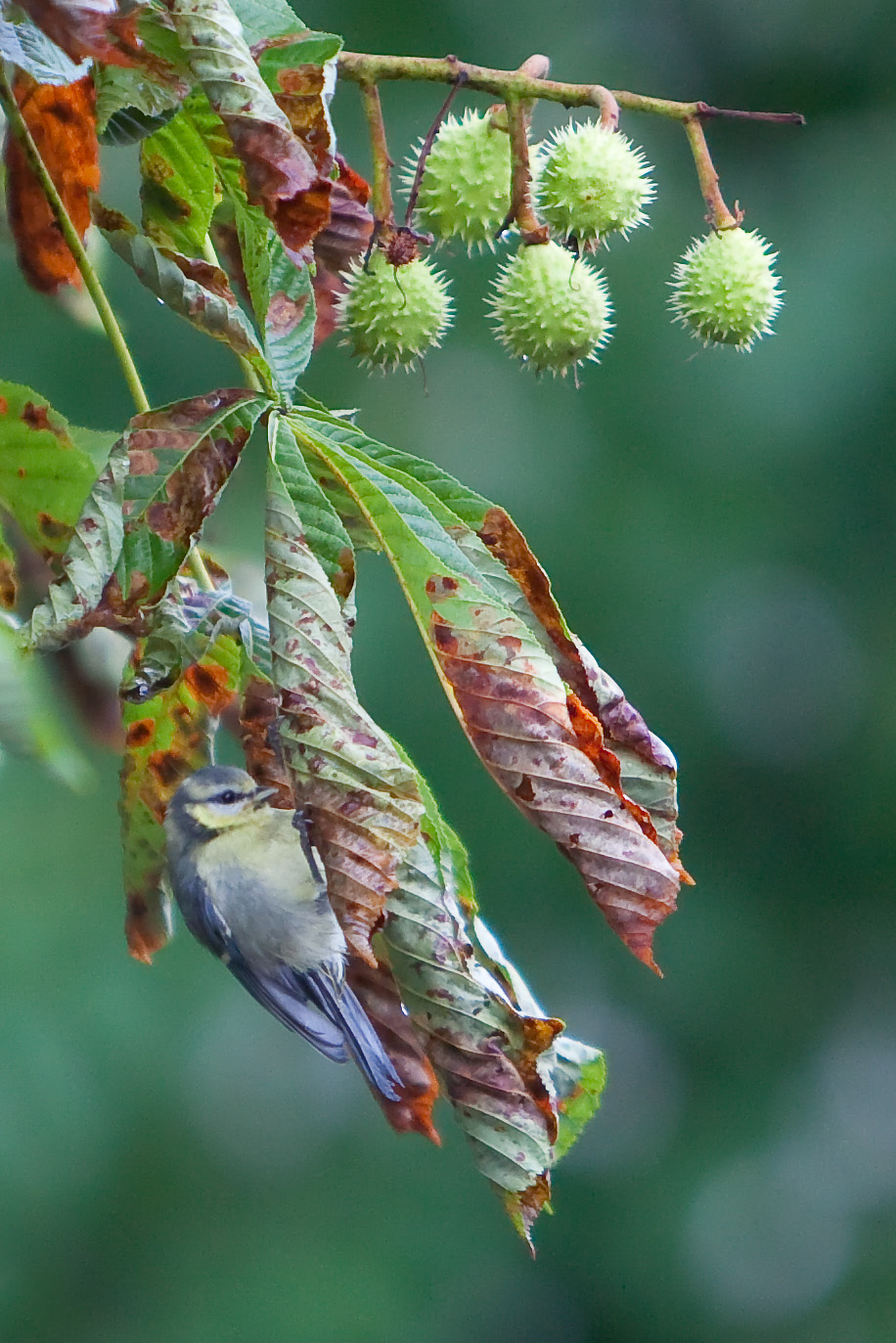
Sikora modra wyjada larwy szrotówka kasztanowcowiaczka

### Zwalczanie biologiczne
Zidentyfikowano ponad 60 pasożytów, które są wrogami naturalnymi szrotówka, jednak dla celów zwalczania biologicznego należy wykorzystać pasożyty, które specjalizują się w żerowaniu na tym szkodniku, a takie jak dotąd nie zostały zaobserwowane.
Do drapieżników żywiących się larwami C. ohridella zaliczamy sikory modre, bogatki zwyczajne oraz sikory ubogie, a także Meconema meridionale. Uważa się, że sikorki są w stanie wyeliminować około 2–4% larw, a świerszcz Meconema meridionale konsumuje około 10 larw dziennie, co sprawia, że jego skuteczność w porównaniu do ptaków jest znikoma. Badania nad drapieżnymi roztoczami Euseius finlandicus, świerszczami Phaneroptera sp., biedronkami oraz sieciarkami złotookowatymi wykazały, że żadne z nich nie żeruje na C. ohridella.
Jedną z metod zwalczania szrotówka jest także zakładanie pułapek feromonowych w celu schwytania samców, jednak efektywna kontrola z ich wykorzystaniem może być trudna do osiągnięcia.

### Procedury zwalczania szkodnika
Zwalczanie i profilaktyka polega przede wszystkim na usuwaniu i utylizacji opadłych liści przed pojawieniem się larw, a więc do końca marca. Oprysk pestycydem Fenoxycarb powoduje śmierć do 100% poczwarek oraz ma niską toksyczność dla ludzi, pszczół oraz ptaków (jest toksyczny dla ryb). Insektycyd dla pełnej skuteczności powinien być stosowany wraz z usuwaniem i utylizacją opadłych liści. Według C. Lethmayera z wiedeńskiego Institute for Plant Health najefektywniejszą metodą zwalczania szrotówka jest stosowanie regulatora wzrostu owadów.

### Pozostałe metody
Wprowadzono także mikroiniekcje ze specjalnego żelu (endoterapia), wielkopowierzchniowe pułapki lepowe zakładane na pnie drzew oraz iniekcje glebowe.

## Szkodliwość

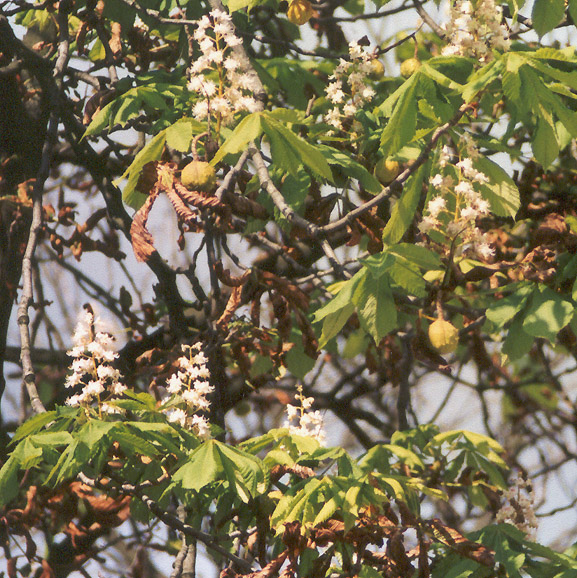
Kasztanowiec zwyczajny z licznymi żerowiskami, jesień

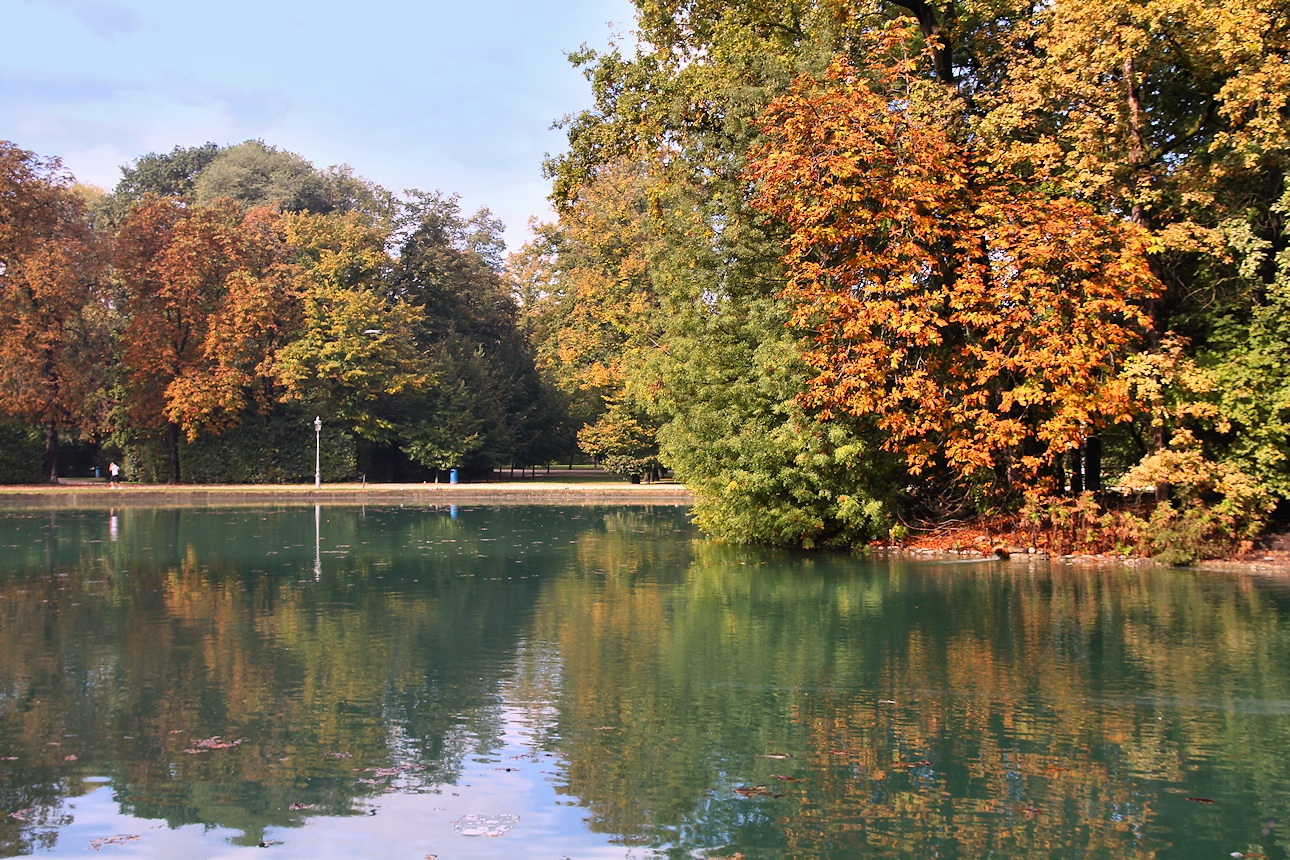
Kasztanowiec z licznymi żerowiskami. Parma, Włochy.

Szrotówek powoduje znaczne szkody, głównie późno-letnie brązowienie liści, mające negatywny wpływ na wygląd zaatakowanego drzewa. W wyniku działalności szkodnika waga nasion, zdolność fotosyntetyczna i reprodukcyjna mogą zostać zredukowane. Nie znaleziono jednak dowodów, że szkody wyrządzone przez szrotówka prowadzą do obumarcia drzewa, które jest w stanie przetrwać powtarzające się infestacje. Jest to prawdopodobnie spowodowane faktem, że większość zniszczeń wyrządzonych przez larwy osiąga swoje apogeum zbyt późno w sezonie wegetacyjnym aby spowodować nieodwracalne szkody. Obecnie uważa się, że nie ma potrzeby usuwać drzew tylko dlatego, że zostały one zaatakowane przez szrotówka.
Larwy żerują, tworząc minę w liściach kasztanowca, powodując tym samym zniszczenie liści i hamując rozwój drzewa. Porażone liście pokrywają się niewielkimi, brązowymi plamami, które powiększając się nadają drzewu nienaturalny, jesienny wygląd. Wraz ze zwiększaniem się porażonej powierzchni, liść usycha i opada. Nowe liście wypuszczone przez drzewo są ponownie atakowane. Cykl infekcji może być powtórzony kilkukrotnie podczas sezonu wegetacyjnego drzewa.
Drzewa opanowane przez szrotówka wydają jesienią nowe kwiaty, które jednak w warunkach klimatycznych Polski nie mają szans na wydanie owoców, co więcej powtórne kwitnienie osłabia drzewa tak, że zimą są one słabe i często przemarzają.